# 송상은
송상은(1991년 1월 17일 ~ )은 대한민국의 배우이다.

## 학력
- 여의도여자고등학교 (졸업)
- 한국예술종합학교 연극원 연기과 (졸업)

## 출연작

### 영화
- 2017년 《부라더》 - 미봉 처 역
- 2019년 《나랏말싸미》 - 평녀 역
- 2021년 《새해전야》 - 송 형사 역

### 드라마
- 2018년 KBS2 수목드라마 《당신의 하우스헬퍼》 - 백장미 역
- 2019년 JTBC 월화드라마 《눈이 부시게》 - 윤상은 역
- 2019년 tvN 월화드라마 《어비스》 - 이미도 역
- 2019년 tvN 월화드라마 《유령을 잡아라!》 - 박미현 역
- 2020년 SBS 금토드라마 《더 킹 : 영원의 군주》 - 경란 역
- 2020년 KBS2 월화드라마 《그놈이 그놈이다》 - 강민정 역
- 2020년 JTBC 수목드라마 《사생활》 - 고혜원 역
- 2021년 OCN 토일드라마 《다크홀》 - 김선녀 역
- 2022년 ENA 수목드라마 《굿잡》 - 사나희 역
- 2024년 tvN 토일드라마 《세작, 매혹된 자들》 - 자근년 역
- 2024년 tvN 월화드라마 《웨딩 임파서블》 - 양지애 역

### 뮤지컬
- 2011년 《스프링 어웨이크닝》 - 벤들라 역
- 2011년 《넌센세이션》 - 레오수녀 역
- 2012년 《블랙메리포핀스》 - 안나 역
- 2012년 《번지점프를 하다》 - 혜주 역
- 2012년 《영웅》 - 링링 역
- 2013년 《그날들》 - 하나 역
- 2013년 ~ 2014년 《웨딩싱어》 - 줄리아 설리번 역
- 2014년 ~ 2015년 《그날들》 - 하나 역
- 2015년 ~ 2016년 《레베카》 - '나' 역
- 2016년 《그날들》 - 하나 역
- 2017년 《투란도트》 - 류 역

### 연극
- 2017년 《남자충동》 - 달래 역

## 음반
- 타우린 - Wish List (2014년)
- 타우린 - 녹아 (2015년)
- 타우린 - Love Is Coffee (2015년)

## 수상 및 후보
| 연도 | 시상식                               | 부문            | 작품              | 결과 |
| ---- | ------------------------------------ | --------------- | ----------------- | ---- |
| 2010 | MBC 대학가요제                       | 동상            |                   | 수상 |
| 2011 | 제17회 한국뮤지컬대상                | 여자배우 신인상 | 스프링 어웨이크닝 | 수상 |
| 2017 | 제11회 대구국제뮤지컬페스티벌 어워즈 | 여우조연상      |                   | 수상 |